# Bronisław Tański
Bronisław Tański (ur. 21 maja 1895 w Pniewie Wielkim, zm. 7 lutego 1922 w Warszawie) – podporucznik piechoty Legionów Polskich, działacz niepodległościowy, kawaler Orderu Virtuti Militari.

## Życiorys
Urodził się 21 maja 1895 w rodzinie Ignacego oraz Rozalii z domu Michalak. Uczył się w gimnazjum, a po jego ukończeniu 13 kwietnia 1915 jako ochotnik wstąpił do Legionów Polskich, gdzie przydzielony został do 4 pułku piechoty, a następnie do 2 pułku ułanów. Brał udział w walkach na froncie wołyńskim. Szczególną odwagą wykazał się biorąc udział w dniu 31 lipca i 1 sierpnia 1915 w bitwie pod Jastkowem oraz walcząc 6 lipca pod Optową podczas której jako amunicyjny, na ochotnika, nie zważając na ostrzał z pozycji nieprzyjacielskich donosił amunicję do karabinów maszynowych wojsk własnych, co umożliwiło oddziałom polskim na utrzymanie wysuniętych pozycji oraz przegrupowanie się celem wykonania kontrataku. Za czyn ten został wyróżniony nadaniem Krzyża Srebrnego Orderu Virtuti Militari. 
Po kryzysie przysięgowym w październiku 1917 wstąpił do Polskiej Siły Zbrojnej, a później do warszawskiej Szkoły Podchorążych. W związku z chorobą, jesienią 1918 przeniesiono Bronisława Tańskiego do rezerwy oraz nadano stopień podporucznika. Zamieszkał w Warszawie. 
Zmarł 7 lutego 1922 „po długiej i ciężkiej chorobie”. Cztery dni później został pochowany na Cmentarzu Wojskowym na Powązkach.
W 1918 ożenił się z Sabiną z Wójcickich, z którą miał córkę Wandę.

## Ordery i odznaczenia
- Krzyż Srebrny Orderu Wojskowego Virtuti Militari nr 6316 – pośmiertnie, 17 maja 1922[5][6][2][7][8]
- Krzyż Niepodległości – pośmiertnie, 16 marca 1937 „za pracę w dziele odzyskania niepodległości”[9][10][11][2]